# Диараф
«Диараф» (фр. Association Sportive et Culturelle Diaraf, ASC Diaraf)— сенегальский футбольный клуб из города Дакар. Выступает в Премьер Лиге Сенегала. Домашние матчи проводит на стадионе «Стад де Нгор», вмещающем 3 000 зрителей. Официальным производителем экипировки для клуба является Joma, генеральный спонсор отсутствует.

## История
Основан в 1933 году, до обретения Сенегалом независимости, до 1968 или 1969 года назывался «Фойе Франс Сенегал» (фр. Foyer France Sénégal), сокращённо ФФС (фр. FFS). Кроме футбола, в клубе развиваются баскетбол, волейбол, теннис, пинг-понг.

## Текущий состав
| № |               | Поз. | Имя                | Год рождения |
| - | ------------- | ---- | ------------------ | ------------ |
|   | Флаг Сенегала | Вр   | Мохамед Зальцман   | 1990         |
|   | Флаг Сенегала | Вр   | Хадим Тиуб         | 1992         |
|   | Флаг Сенегала | Защ  | Амаду Ба           |              |
|   | Флаг Сенегала | Защ  | Мохамед Даффе      | 1992         |
|   | Флаг Сенегала | Защ  | Пап Сасси Диалло   | 1985         |
|   | Флаг Сенегала | Защ  | Мохамед Диарра     |              |
|   | Флаг Сенегала | Защ  | Матар Канте        | 1989         |
|   | Флаг Гамбии   | Защ  | Сайку Конте        | 1995         |
|   | Флаг Сенегала | Защ  | Ибраима Ндиайе     | 1984         |
|   | Флаг Сенегала | Защ  | Бабакар Сек        | 1992         |
|   | Флаг Сенегала | Защ  | Бокар Демба Талл   | 1984         |
|   | Флаг Сенегала | ПЗ   | Мансур Ба          | 1983         |
|   | Флаг Сенегала | ПЗ   | Манкабо Бонавентюр |              |

| № |               | Поз. | Имя             | Год рождения |
| - | ------------- | ---- | --------------- | ------------ |
|   | Флаг Сенегала | ПЗ   | Фидель Гомис    | 1991         |
|   | Флаг Сенегала | ПЗ   | Самба Гуйе      | 1985         |
|   | Флаг Сенегала | ПЗ   | Мадемба Диав    | 1986         |
|   | Флаг Гамбии   | ПЗ   | Санг-Пьер Менди |              |
|   | Флаг Сенегала | ПЗ   | Идрисса Ньянг   | 1992         |
|   | Флаг Сенегала | ПЗ   | Алиун Тенденг   | 1992         |
|   | Флаг Сенегала | ПЗ   | Ламин Фане      | 1989         |
|   | Флаг Сенегала | Нап  | Пап Сире Диа    | 1980         |
|   | Флаг Сенегала | Нап  | Ибраима Диоп    | 1992         |
|   | Флаг Сенегала | Нап  | Баба Кебе       | 1987         |
|   | Флаг Сенегала | Нап  | Ассан Мбодж     | 1992         |
|   | Флаг Сенегала | Нап  | Пап Юссу Пайе   | 1995         |
|   | Флаг Сенегала | Нап  | Эрик Траоре     | 1984         |

## Достижения
- Премьер-лига Сенегала: 11

1968, 1970, 1975, 1976, 1977, 1982, 1989, 1995, 2000, 2004, 2010
- Кубок Сенегала: 14

1967, 1968, 1970, 1973, 1975, 1982, 1983, 1985, 1991, 1993, 1994, 1995, 2008, 2009
- Кубок национальной ассамблеи Сенегала: 3

1987, 1991, 2003
- Кубок западной Французской Африки: 1

1948

## Международные соревнования
- Лига чемпионов КАФ: 5

2001 — Второй раунд
2004 — Второй раунд
2005 — Предварительный раунд
2006 — Первый раунд
2007 — Предварительный раунд
- Кубок Конфедерации КАФ: 2

2009 — Предварительный раунд
2010 — Предварительный раунд
- Африканский Кубок чемпионов: 6

1968: Первый раунд
1971: Первый раунд
1976: Четвертьфинал
1977: Второй раунд
1983: Полуфинал
1990: Первый раунд
- Кубок КАФ: 1

1999 — Второй раунд
- Кубок обладателей кубков КАФ: 3

1984 — Второй раунд
1986 — Второй раунд
1992 — Первый раунд

## Главные тренеры
- Пап Алиун Диоп[англ.]
- 2009—2010  Кор Сарр[фр.]
- 2012—2014  Абдулай Сарр[пол.]
- 2014  Амара Траоре[1]

## Игроки на крупных международных турнирах
| Турнир                           | Участники                                                     |
| -------------------------------- | ------------------------------------------------------------- |
| Кубок африканских наций 1965     | Луи Гомис Умар Самб Гуйе Тумани Диалло Абдулай Диоп Исса Мбай |
| Кубок африканских наций 1990     | Ламин Санья Адама Сиссе                                       |
| Кубок африканских наций 1992     | Виктор Диань Жан Менди Ламин Санья Адама Сиссе Хадим Фей      |
| Кубок африканских наций 1994     | Ламин Санья Ламин Сиссе                                       |
| Кубок африканских наций 2004     | Омар Диалло                                                   |
| Чемпионат африканских наций 2009 | Мамаду Ба Мустафа Диалло Либасс Диань                         |